# Rafiq Hariri
Rafiq Baha El Deen Al Hariri hay Rafiq Baha' al-Din al-Hariri, hoặc Rafic, Rafik (tiếng Ả Rập: رفيق بهاء الدين الحريري; phát âm tiếng Ả Rập: [rafiːq al ħariːriː], sinh ngày 1 tháng 11 năm 1944, mất ngày 14 tháng 2 năm 2005) là một nhà trùm tài phiệt người Liban và chủ tịch Hội đồng Bộ trưởng thứ 22 của Liban các giai đoạn 1992 – 1998, 2000 – 2004 cho đến khi từ chức ngày 20 tháng 10 năm 2004.
Rifiq Hariri đứng đầu năm nội các tại các nhiệm kỳ của mình. Trong sự nghiệp chính trị, ông được tín nhiệm rộng rãi với vai trò thúc đẩy việc xây dựng Hiệp định Ta'if chấm dứt 15 năm Nội chiến Liban (1975 – 1990) và tái thiết thủ đô Beirut. Ông là chủ tịch Hội đồng Bộ trưởng Liban đầu tiên sau nội chiến, chính trị gia Liban ảnh hưởng nhất và giàu có nhất cho đến khi bị ám sát.
Hariri bị ám sát vào ngày 14 tháng 2 năm 2005 khi đoàn xe của ông bị đánh bom ở thủ đô Beirut. Liên Hợp Quốc đã tham gia điều tra, nghiên cứu vụ việc, thành lập Tòa đặc biệt Liban, hiện đang trong giai đoạn tổ chức phiên tòa vắng mặt truy tố bốn thành viên của Đảng Thượng đế Liban – Hezbollah về tội ám sát.
Vụ ám sát Hariri là chất xúc tác cho sự thay đổi chính trị mạnh mẽ ở Liban. Các cuộc biểu tình rầm rộ của Cách mạng Cây Tuyết tùng năm 2005 góp phần đẩy quân đội Syria và lực lượng an ninh ra khỏi Liban, thay đổi Chính phủ mới.
Rafiq Hariri từng là một trong 100 người đàn ông giàu nhất thế giới, chính trị gia giàu thứ tư trên thế giới. Con trai ông, Saad Hariri trở thành chủ tịch Hội đồng Bộ trưởng thứ 25 của Liban, nhiệm kỳ 2009 – 2011 và 2016 – 2020.

## Xuất thân và giáo dục
Rafiq Hariri sinh ngày 1 tháng 11 năm 1944 trong một gia đình Hồi giáo Sunni bình thường, lớn lên ở thành phố cảng Sidon của Liban. Gia đình có ba anh chị em, ông là con trai thứ hai, anh cả Shapid và em gái Bahia. Ông học tiểu học và trung học ở Sidon, tốt nghiệp ngành quản trị kinh doanh Đại học Ả Rập Beirut, ở thủ đô Beirut.

## Sự nghiệp ban đầu
Năm 1965, Hariri sang Ả Rập Xê Út làm việc. Ở đó, ông đi dạy trong một khoảng thời gian ngắn trước khi chuyển sang làm việc ngành xây dựng. Năm 1978, ông có được quốc tịch Ả Rập Xê Út, ngoài quyền công dân Liban, tức hai quốc tịch.
Năm 1969, Hariri thành lập Ciconest, một công ty thầu phụ nhỏ, công ty này lại phá sản sớm. Sau đó, ông đã hợp tác với công ty xây dựng Oger của Pháp để xây dựng một khách sạn ở Ta'if, Ả Rập Xê Út, công việc này đã nhận được lời khen ngợi từ Vua Khalid của Saudi Arabia. Hariri tiếp quản Oger, thành lập công ty Oger Saudi, trở thành một công ty xây dựng hỗ trợ phục vụ các dự án của Hoàng gia Saud. Vài năm sau lần ký hợp đồng đầu tiên với Vua Khalid, doanh nghiệp này phát triển, Hariri đã trở thành một tỷ phú.
Tích lũy tài sản của mình, Hariri bắt đầu một số dự án từ thiện, bao gồm xây dựng các cơ sở giáo dục ở quê nhà Liban. Sáng kiến đầu tiên của ông tại Liban là Hiệp hội Văn hóa và Giáo dục Hồi giáo do ông thành lập năm 1979. Hiệp hội sau đó được đổi tên thành Quỹ Hariri, góp phần tài trợ giúp cho hơn 30.000 thanh thiếu niên Liban có hơi hội học tập tốt hơn, trong đó có các trường đại học Liban, Hoa Kỳ, Canada. Giai đoạn này, Hariri ngày càng bị lôi kéo vào chính trị. Ông được chọn làm Đặc phái viên Saudi, với nhiệm vụ mang tư cách là một sứ giả của Hoàng gia Saud trên trường quốc tế, đặc biệt đối với Liên Hợp Quốc. Bởi thế, ông có được vị trí chính trị, phục vụ cho những nỗ lực lĩnh vực nhân đạo của mình.
Năm 1982, Hariri đã quyên góp 12 triệu đô la cho các nạn nhân của Xung đột Nam Liban 1978, hỗ trợ dọn dẹp đường phố, cải tạo lại thủ đô Beirut bằng ngân sách của công ty, đóng góp cho những nỗ lực tái kiến thiết sớm trong thời gian mà Nội chiến Liban tạm lắng. Sau cuộc xung đột, ông đóng vai trò là phái viên của Hoàng gia Ả Rập tại Liban. Ông đặt nền móng dẫn đến Hiệp định Ta'if năm 1989, được Ả Rập Xê Út tổ chức, để đưa các phe phái chiến tranh lại đàm phán với nhau. Hiệp định Ta'if đã chấm dứt cuộc nội chiến, tạo thành vị thế cho Hariri về mặt chính trị. Trong khi là đặc phái viên của Hoàng gia Saudi tại Liban, ông từng có nhiều thời gian ở Damascus, Syria, nơi mà ông thích nghi với chính trị Syria. Những năm này, ông tạo quan hệ với nhà độc tài Hafez al-Assad, xây một dinh tổng thống mới ở Damascus để làm quà tặng, nhưng Assad không sử dụng nó một cách cá nhân.

## Sự nghiệp chính trị
Rafiq Hariri trở lại Liban vào đầu những năm 1980 với tư cách là một người đàn ông giàu có, bắt đầu tạo dựng tên tuổi bằng cách quyên góp và đóng góp lớn cho các tổ chức khác nhau ở Liban. Bên cạnh đó, ông tiếp tục làm cố vấn chính trị cho Hoàng tử Bandar vào năm 1983. Dưới tình trạng lực lượng phòng vệ Shiite của phong trào Amal càng lúc càng mạnh, tác động nội chiến, hình tượng của Harri, nỗ lực chống chiến tranh dần được xem là một người đàn ông mạnh mẽ, vị thế tăng lên trong tình trạng thiếu hụt các nhân vật Sunni khả thi tại Liban thời đó. Vai trò quan trọng của Hariri trong việc xây dựng Hiệp định Ta'if năm 1990 đã chấm dứt cuộc nội chiến kéo dài mười sáu năm của Liban. Năm 1992, Rafiq Hariri trở thành chủ tịch Hội đồng Bộ trưởng đầu tiên sau nội chiến của Liban dưới thời tổng thống Elias Hrawi. Ông góp phần đưa đất nước trở lại bản đồ tài chính thế giới thông qua việc phát hành Eurobonds (trái phiếu quốc tế) và giành được sự hoan nghênh từ Ngân hàng Thế giới cho kế hoạch vay tiền tái thiết khi nợ của Liban lúc đó đang đứng thứ nhất nợ công trên đầu người của thế giới. Nhiệm kỳ thứ nhất của ông kéo dài đến năm 1998, và Hariri được kế nhiệm bởi Salim Hoss. Trên thực tế, bởi xung đột quyền lực giữa Hariri và Tổng thống mới đắc cử Émile Lahoud, ông đã rời vị trí.
Vào tháng 10 năm 2000, Hariri một lần nữa được bổ nhiệm làm chủ tịch Hội đồng Bộ trưởng, thay thế Salim Hoss và thành lập nội các mới. Vào tháng 9 năm 2004, Hariri bảo vệ Nghị quyết 1559 của Hội đồng Bảo an Liên Hợp Quốc, kêu gọi tất cả các lực lượng nước ngoài còn lại rút khỏi Liban. Vào ngày 20 tháng 10 năm 2004, nhiệm kỳ thứ hai của ông kết thúc khi ông từ chức. Omar Karami là chủ tịch Hội đồng Bộ trưởng kể nhiệm.

### Chính sách kinh tế 1992 – 1998

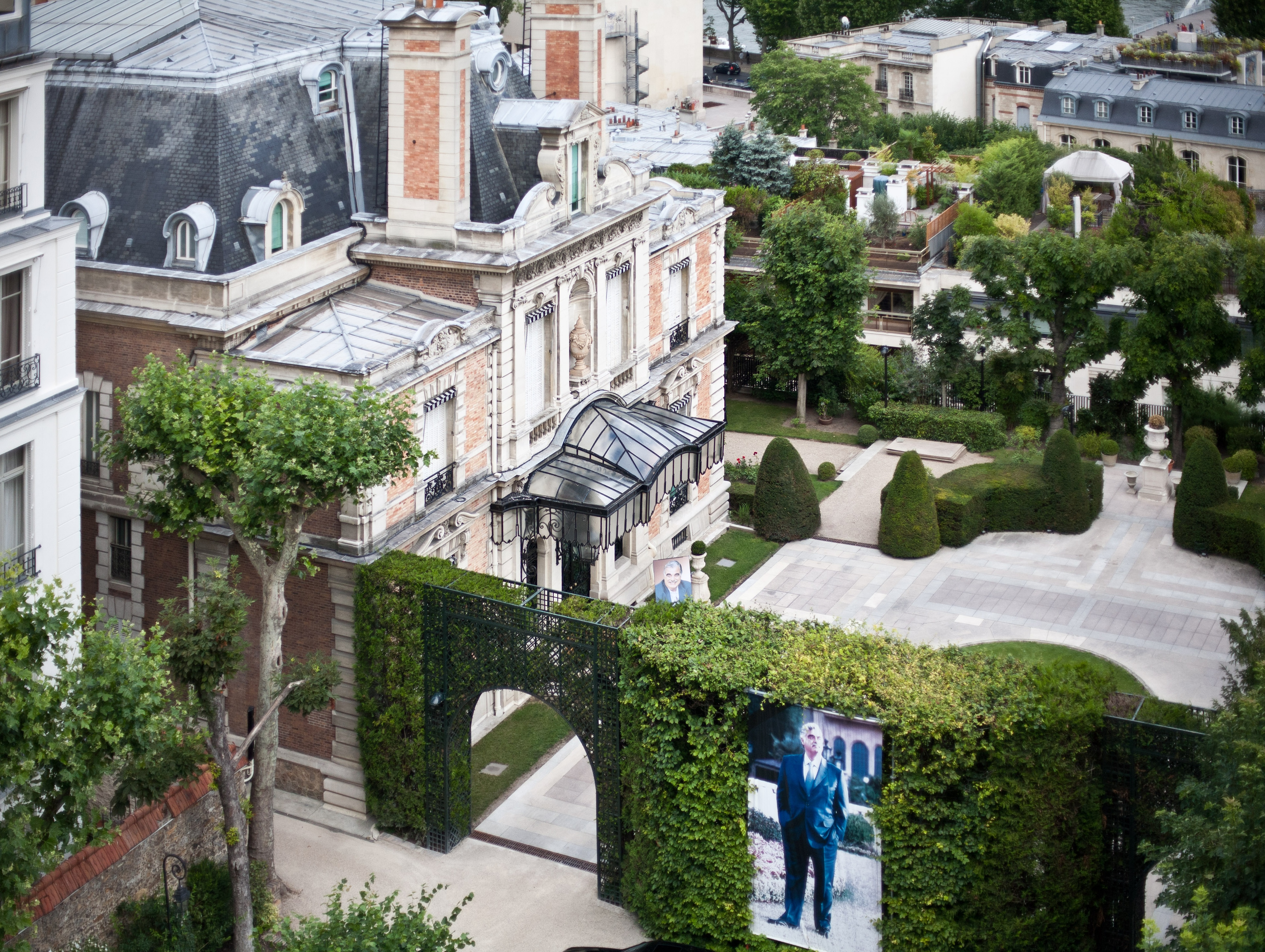
Nơi ở cũ của Rafiq Hariri tại Paris.

Khi nhậm chức chủ tịch Hội đồng Bộ trưởng, Rafiq Hariri thực hiện một chính sách kinh tế mới, tích cực. Sáng tạo được xem quan trọng nhất của Hariri là Horizon 2000, kế hoạch trẻ hóa mới Liban. Một thành phần lớn của kế hoạch Horizon 2000 là Solidere, công ty cổ phần xây dựng đã được thành lập để tái thiết Liban sau chiến tranh. Solidere được sở hữu bởi Chính phủ và các nhà đầu tư tư nhân. Doanh nghiệp này chủ yếu tập trung vào việc tái phát triển trung tâm thành phố Beirut và biến nó thành một trung tâm đô thị mới nhanh nhất có thể, đóng góp các kế hoạch tái phát triển cơ sở hạ tầng khác nhau sẽ được thực hiện bởi Horizon 2000. Một khía cạnh khác của kế hoạch kéo dài thập kỷ này là tư nhân hóa các ngành công nghiệp chính. Nhiều hợp đồng đã được trao trong các ngành công nghiệp quan trọng như năng lượng, viễn thông, điện, sân bay và đường bộ.
Khía cạnh quan trọng nhất của Horizon 2000 là kích thích kinh tế thông qua đầu tư trực tiếp nước ngoài. Cụ thể, Hariri đã hỗ trợ các công ty và cá nhân nước ngoài quan tâm đến tiềm năng phát triển của Liban. Ông đơn giản hóa mã số thuế, cung cấp ưu đãi giảm thuế cho các nhà đầu tư nước ngoài. Do những thành công trước đây của mình trong lĩnh vực tư nhân và nhiều kết nối quốc tế, Hariri đã thu được một lượng đáng kể các khoản vay lãi suất thấp từ các nhà đầu tư nước ngoài. Hariri cũng theo đuổi chính sách kinh tế vĩ mô tích cực như duy trì các quy định nghiêm ngặt về dự trữ ngân hàng và lãi suất liên ngân hàng để kiềm chế lạm phát, nâng giá trị đồng bảng Liban so với đồng đô la.
Các chính sách kinh tế của Hariri là một thành công đáng kể trong năm đầu tiên cầm quyền. Từ năm 1992 đến năm 1993, thu nhập quốc dân thực tăng 6%, cơ sở vốn của các ngân hàng thương mại tăng gấp đôi hiệu quả, thu nhập ngân sách dao động ở mức khoảng một tỷ đô la, bảng cân đối kế toán của các ngân hàng thương mại tăng khoảng 25%. Tuy nhiên, đến năm 1998, tăng trưởng GDP thực tế là khoảng 1%, một năm sau đó sẽ là -1%, nợ quốc gia đã tăng vọt 540% từ hai lên mười tám tỷ đô la, nền kinh tế Liban rơi vào tình trạng khó khăn.

### Môi trường chính trị Liban

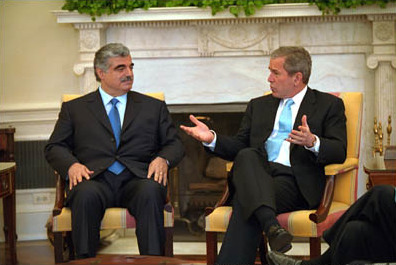
George W. Bush và Hariri gặp nhau tại Nhà Trắng.

Tình hình chính trị Liban hết sức phức tạp. Sau Nội chiến (1975 – 1990) thiệt hại nghiêm trọng, Liban bước vào thời kỳ tái kiến thiết đất nước, đối mặt nhiều khó khăn về tình hình cơ sở hạ tầng, lực lượng xung đột nội địa và các thế lực quốc tẻnh hưởng. Rafiq Hariri với các giải phải cải thiện Liban, là một nhân vật nổi danh trong chính trị Liban thời kỳ này. Năm 2004, trong cuộc khủng hoảng chính trị do việc tăng thêm nhiệm kỳ của Tổng thống Émile Lahoud, Hariri đã từ chức sau 10 năm là chủ tịch Hội đồng Bộ trưởng, ông đã nói: 
"Tôi đã... đệ đơn từ chức Chính phủ, và tôi đã tuyên bố rằng tôi sẽ không phải là ứng cử viên đứng đầu chính phủ (tiếp theo)." 
Trong một cuộc phỏng vấn của BBC năm 2001, Hariri đã được Tim Sebastian hỏi tại sao ông từ chối trao trả các thành viên của Hezbollah bị Hoa Kỳ buộc tội là khủng bố. Ông trả lời rằng Hezbollah là những người bảo vệ Liban chống lại sự chiếm đóng của Israel và kêu gọi thực thi các nghị quyết của Liên Hợp Quốc chống lại Israel. Thời kỳ này, ông còn bị buộc tội đã làm cho liên minh Hoa Kỳ trong cuộc chiến chống khủng bố trở nên vô giá trị, được nhắc nhở bởi Tổng thống George W. Bush, rằng: Hoặc ông là bạn với chúng tôi, hoặc là bạn với những kẻ khủng bố. Hariri trả lời rằng ông hy vọng sẽ không có hậu quả xảy ra, nhưng sẽ sẵn sàng giải quyết nếu nó đến. Hariri nói thêm rằng ông phản đối việc tiêu diệt tất cả con người, dân tộc – Israel, Palestine, Syria hoặc Liban – và tin vào đối thoại chính là giải pháp. Ông tiếp tục nói rằng: Syria sẽ phải ở lại Liban để bảo vệ Liban cho đến khi họ không còn cần thiết nữa và Liban yêu cầu họ rời đi.
Trong những năm 2004 – 2005, chính trị Liban ngày càng trở nên phức tạp hơn. Lãnh đạo tổ chức Druze của Liban, Walid Jumblatt tiến hành tuyển mộ công khai phe đối lập chống Syria. Tổng thống Syria Bashar al-Assad đã tuyên bố đe dọa Hariri, nói: [Tổng thống Liban] Lahoud là ta... Nếu ngươi và Chirac muốn ta rời khỏi Liban, ta sẽ phá Liban. Cuộc gặp gỡ giữa Hariri và Assad, diễn ra vào ngày 26 tháng 8 năm 2004, kéo dài chỉ mười lăm phút, thể hiện tình hình chính trị căng thẳng song phương.

### Vấn đề tham nhũng
Hariri bị buộc tội tham nhũng, ảnh hướng xấu Liban trong thời gian Syria chiếm đóng Liban. Trong số các cáo buộc chống lại ông chủ yếu tập trung vào thống kê tài sản của ông đã tăng từ dưới 1,0 tỷ đô la khi ông được bổ nhiệm làm chủ tịch Hội đồng Bộ trưởng năm 1992, lên hơn 16 tỷ đô la khi ông qua đời. Công ty Phát triển và Tái thiết Khu trung tâm của Beirut, được gọi là Solidere, trong đó Hariri là cổ đông chính, chiếm hầu hết tài sản ở Quận trung tâm Beirut. Việc Hariri và các cộng sự kinh doanh của mình thu được lợi nhuận lớn từ dự án này là một bí mật mở.
Cáo buộc cho rằng Hariri không phải là người hưởng lợi duy nhất của khoản tiền này, ông có những hành động nhất định mở quyền cho các nhân vật chính khách lớn. Hợp đồng nhập khẩu xăng dầu đã được trao cho hai con trai của Tổng thống Elias Hrawi.
Do sự chỉ trích ngày càng tăng đối với các chính sách của Hariri, Chính phủ Liban buộc phải cấm các cuộc biểu tình công khai vào năm 1994, dựa vào Quân đội để thi hành sắc lệnh. Có thời gian Hariri hợp tác với Syria để củng cố quyền kiểm soát đối với Liban. Chính phủ đã đặt quyền kiểm soát tất cả các đài truyền hình và đài phát thanh lớn. Những người ủng hộ Michel Aoun cũng liên tục bị quấy rối và giam giữ.

### Tưởng nhớ
Vào ngày 22 tháng 6 năm 2005, Sân bay Quốc tế Beirut được đổi tên thành Sân bay Quốc tế Beirut Rafiq Hariri, nhằm vinh danh ông. Ngoài ra, Bệnh viện Tổng hợp Beirut được đổi tên thành Bệnh viện Rafiq Hariri. Con trai ông, Saad Hariri trở thành lãnh đạo Phong trào Tương lai, kế vị cha mình.
Rafiq Hariri qua đời đúng ngày Valentine, hàng năm được người dân tưởng nhớ. Tại Liban, ngày 14 tháng 2 được đặt làm ngày tưởng niệm ông – Rafik Hariri Memorial Day, với các sự kiện gồm nghi thức đặt vòng hoa, cầu nguyện cho hòa bình và tưởng niệm tại khu mộ của Rafik Hariri, nằm ở Quảng trường Martyrs, thủ đô Beirut.

## Cuộc sống cá nhân
Hariri kết hôn hai lần. Ông có bảy người con. Năm 1965, ông kết hôn với một người phụ nữ Iraq, Nidal Bustani, là mẹ của ba đứa con trai của ông: Bahaa (sinh năm 1967), một doanh nhân, Saad Hariri, người kế vị lãnh đạo phong trào Tương lai, và Houssamlahoma, người đã chết trong một vụ tai nạn giao thông ở Hoa Kỳ vào cuối những năm 1980. Họ đã li dị. Năm 1976, ông kết hôn với người vợ thứ hai của mình, Nazik Audi, bà là mẹ của bốn đứa con của Hariri, bao gồm Ayman Hariri, Fahd Hariri và Hind Hariri.
Từ năm 1982 cho đến khi qua đời, Hariri sở hữu 2–8a Rutland Gate, một ngôi nhà lớn ở quận Knightsbridge của London. Ngôi nhà này được tặng cho Thái tử Ả Rập Xê Út, Quốc vương bin Abdulaziz, sau vụ ám sát Hariri.

## Vụ ám sát

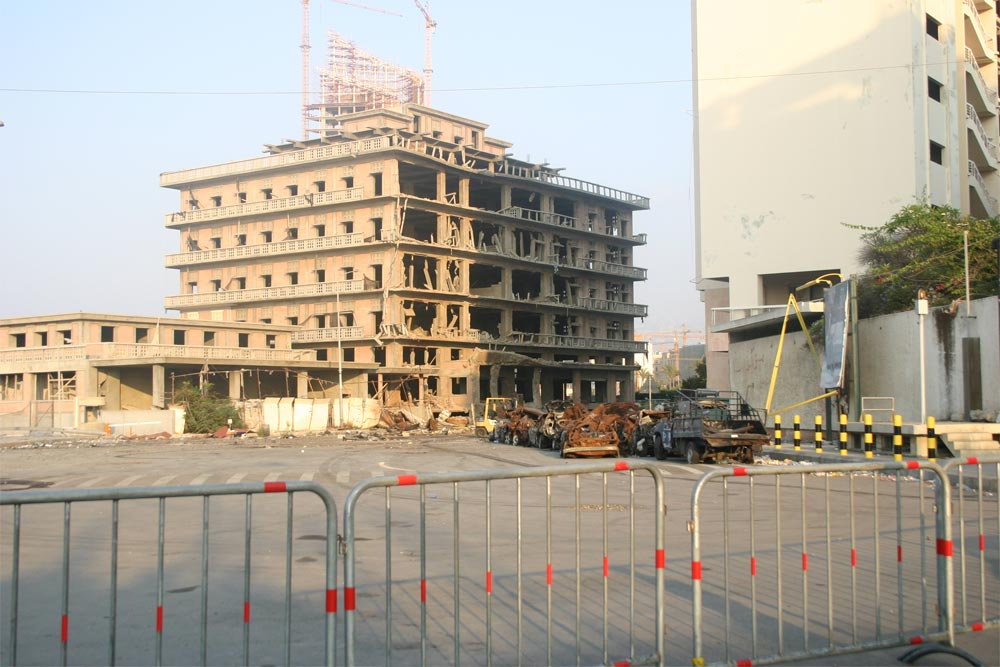
Những tòa nhà bị hư hại do bom ám sát.

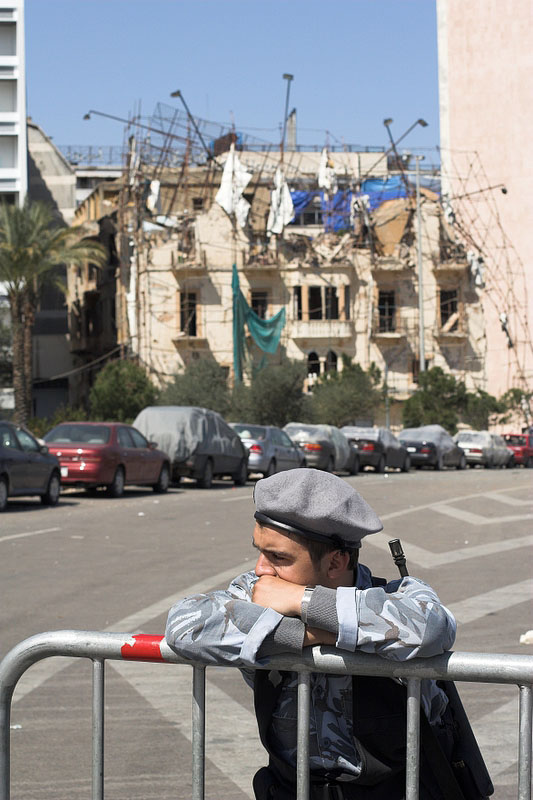
Người lính Bộ Nội vụ bảo vệ nơi xảy ra vụ tấn công khiến Hariri thiệt mạng.

### Diễn biến ban đầu
Vào ngày 14 tháng 2 năm 2005, vụ ám sát Hariri đã diễn ra. Ngày hôm đó, ông và đoàn của mình tới khách sạn St. George ở Beirut, chuỗi hoạt động thường ngày. Khi tới bãi đỗ xe, một vụ nổ lớn đột nhiên diễn ra. Chiếc xe Mitsubishi đỗ trong bãi phát nổ bởi chất nổ tương đương khoảng 1.800 kilôgam (4.000 lb) TNT được giấu trong xe. Hariri lập tức qua đời bởi vụ nổ, có tất cả 23 người chết, bao gồm vệ sĩ, người bạn của ông cùng Bộ trưởng Bộ Kinh tế Liban Bassel Fleihan. Sau đó, lễ tang được tổ chức, Hariri được chôn cất cùng với các vệ sĩ của mình, những người đã chết trong vụ đánh bom, tại một địa điểm gần Nhà thờ Hồi giáo Mohammad Al-Amin. Các cuộc điều tra vụ ám sát được mở ra.
Ban đầu, cuộc điều tra trong nước Liban, nhưng nhanh chóng được nhiều nước trên thế giới quan tâm đến. Liên Hợp Quốc tổ chức thành lập Tòa đặc biệt Liban (Special Tribunal for Lebanon) năm 2009, phụ trách điều tra vụ ám sát theo thể thức tương tự Tòa án Hình sự Quốc tế. Vấn đề điều tra vụ ám sát Rafiq Harri gặp phải nhiều ý kiến trái chiều, quan điểm về kế hoạch ám sát, chủ mưu ám sát. Hai phía có liên quan nhất tới vụ ám sát được chỉ ra là tổ chức Hezbollah và lực lượng Syria.
Năm 2014, trong hai báo cáo đầu tiên, Ủy ban Điều tra Độc lập Quốc tế (UNIIIC) của Liên Hợp Quốc chỉ ra rằng Chính phủ Syria có thể liên quan đến vụ ám sát. Các luật sư được giao nhiệm vụ truy tố những người chịu trách nhiệm cho vụ đánh bom năm 2005 cho biết, họ đã nhận được bằng chứng liên kết điện thoại của Tổng thống Bashar Assad với vụ án. Trong báo cáo thứ mười của mình, UNIIIC đã kết luận: Một mạng lưới các cá nhân đã hành động theo kế hoạch tính toán để thực hiện vụ ám sát Rafiq Hariri.
Một cuộc điều tra tin tức của Canadian Broadcasting Corporation tuyên bố rằng nhóm điều tra đặc biệt của Liên Hợp Quốc đã tìm thấy bằng chứng cho trách nhiệm của Hezbollah trong vụ ám sát. Một tòa án được Liên Hợp Quốc thành lập đã ban hành bốn lệnh bắt giữ đối với các thành viên của Hezbollah. Hezbollah kháng nghị rằng vụ ám sát được tổ chức bởi Israel.
Salim Jamil Ayyash, Hassan Habib Merhi, Hussein Hassan Oneissi và Assad Hassan Sabra là bốn thành viên của Hezbollah đã bị truy tố về vụ ám sát và bị xét xử vắng mặt bởi Tòa đặc biệt của Liên Hợp Quốc.

### Tình thế phái sinh

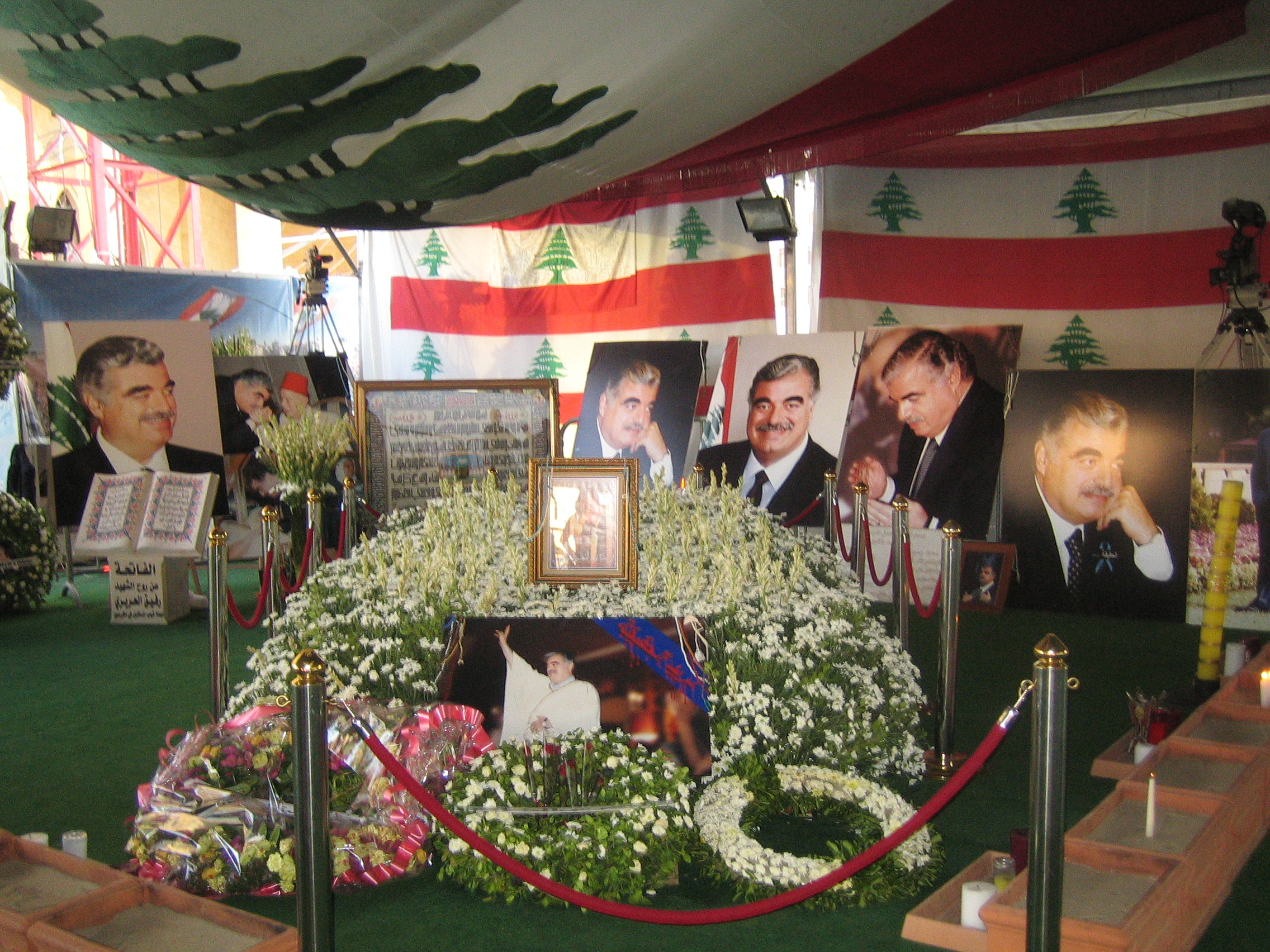
Đền tưởng niệm Hariri.

Hariri được các nhà lãnh đạo quốc tế đánh giá cao, ông là bạn thân của Tổng thống Pháp Jacques Chirac. Chirac là một trong những chính khách nước ngoài đầu tiên gửi lời chia buồn tới gia đình của Hariri tại Beirut. Toà án đặc biệt Liban cũng được Liên Hợp Quốc thành lập theo kiến nghị của ông. Syria ban đầu bị buộc tội ám sát, Cách mạng Cây Tuyết tùng mở ra giai đoạn 14 tháng 2 năm 2005, tức ngày ông qua đời cho đến ngày 27 tháng 4 năm 2005. Đông đảo người Liban khắp mọi nẻo đường đổ ra, liên tục biểu tình, yêu cầu quân đội Syria lập tức rời khỏi Liban. Cùng với cuộc biểu tình đó, hàng loạt các tổ chức quốc tế tham gia, dẫn đến việc quân đội Syria rút khỏi Liban sau các cuộc biểu tình rộng khắp.
Thiếu tướng Jamil Al Sayyed, lúc đó là Tổng cục trưởng Tổng cục An ninh Liban, Chuẩn tướng Mustafa Hamdan, Thiếu tướng Ali Hajj và Chuẩn tướng Raymond Azar đều bị bắt vào tháng 8 năm 2005 theo yêu cầu của Công tố viên Đức Detlev Mehlis, người đang thực hiện cuộc điều tra của Liên Hợp Quốc về vụ ám sát. Trong bản điều tra năm đó đã cáo buộc Sayyed là một trong những người quyết định ám sát Rafiq Hariri theo dự thảo bị rò rỉ cùng với các quan chức và an ninh cấp cao khác của Syria, là Thiếu tướng Assef Shawkat, Maher Assad, Hassan Khalil và Bahjat Suleyman. Tuy nhiên, các báo cáo sau đó về vụ ám sát đã đủ bằng chứng. Bốn tướng lĩnh Liban đã bị giam giữ tại nhà tù Roumieh, phía đông bắc Beirut từ năm 2005 đến 2009. Họ đã được thả ra khỏi nhà tù do thiếu bằng chứng vào năm 2009.

Tượng Rafiq Hariri ở Beirut gần địa điểm ám sát.

Sau cái chết của Hariri, có một số vụ đánh bom và ám sát khác đối với các nhân vật chống Syria đã diễn ra. Những người này bao gồm Samir Kassir, George Hawi, Gebran Tueni, Pierre Amine Gemayel, Antoine Ghanem và Walid Eido đề bị giết. Các vụ ám sát khác được thực hiện đối với Elias Murr, May Chidiac và Samir Shehade (người đang điều tra cái chết của Hariri).
Hezbollah cáo buộc Israel ám sát Hariri. Theo các quan chức của Hezbollah, vụ ám sát Hariri đã được Mossad – Cục Tình báo Nhà nước Israel lên kế hoạch như một phương tiện để trục xuất quân đội Syria khỏi Liban. Vào tháng 8 năm 2010, nhà lãnh đạo Hassan Nasrallah của Hezbollah đã đưa ra bằng chứng, bao gồm các đoạn phim video về máy bay không người lái gián điệp của Israel bị chặn, cho rằng liên quan đến Israel trong vụ ám sát Hariri. Hezbollah yêu cầu Chính phủ Liban ngừng mọi hợp tác với Toà án đặc biệt Liban, tuyên bố tòa án là một sự xâm phạm đến chủ quyền của Liban. Vào ngày 1 tháng 11 năm 2010, một báo cáo đã bị rò rỉ bởi Al Akhbar, một tờ báo cánh tả địa phương, nói rằng Hezbollah đã phác thảo kế hoạch tiếp quản đất nước trong trường hợp một bản cáo trạng chống lại các thành viên tổ chức được đưa ra bởi Toà án đặc biệt của Liên Hợp Quốc. Báo cáo cho rằng rằng Hezbollah đã tiến hành mô phỏng kế hoạch vào ngày 28 tháng 10 năm 2010, ngay sau bài phát biểu của Tổng Thư ký Liên Hợp Quốc.
Có thể thấy được tình hình Liban tiếp tục phức tạp sau cái chết của Rafiq Hariri, chưa thể xác nhận được kế hoạch, chủ mưu và nhân vật gây ra vụ ám sát ông.
Ngày 4 tháng 8 năm 2020, tại vùng cảng ven biển ở thủ đô Beirut, một vụ nổ lớn đã diễn ra. Tính đến ngày 5 tháng 8, đã có 78 người chết và hơn 4.000 người bị thương. Liban lập tức thực hiện cứu người, dọn dẹp cơ sở vùng nổ và điều tra vấn đề. Đây là vụ nổ nghiêm trọng, chịu ảnh hưởng từ chất ammonium nitrate. Các chất nổ này được nhận định xuất hiện thời gian dài, chịu ảnh hưởng Nội chiến Liban, trải qua thời kỳ của Rafiq Hariri. Vụ nổ Beirut xảy ra vào một thời điểm nhạy cảm đối với Liban, ngay trước thời điểm diễn ra phiên tòa xét xử vào thứ Sáu ngày 7 tháng 8 năm 2020, Tòa án đặc biệt Liban của Liên Hợp Quốc đưa ra phán quyết các bị can của vụ ám sát Rafiq Hariri năm 2005.